# Alfa Romeo Racing Italiano
Alfa Romeo Racing Italiano é um jogo eletrônico simulador de corridas desenvolvido pela Milestone S.r.l. e publicado pela Valcon Games e Black Bean Games em 2005 para PlayStation 2, Xbox e Microsoft Windows. O jogo utiliza carros da Alfa Romeo e possui um modo carreira semelhante a um RPG, dentre os circuitos incluem Hockenheimring, Laguna Seca Raceway e Circuito Ricardo Tormo.